# 东莞八景
东莞八景是指中国广东省东莞市的八个名胜景点。

## 宋代东莞八景
见于崇祯《东莞县志》
- 鹾场夕照：靖康盐场，衙门设在今长安镇沙头村。
- 石桥秋月：普安桥，因为咸潮的冲击导致消失。
- 象山古刹：庆林寺，明代时已坍塌。
- 龙穴春涛：长安镇乌沙笔架山上观看龙穴岛前的景象。今乌沙笔架山公园上有建筑应潮楼。
- 魁星古迹：魁星阁，毁于元兵南下。
- 蛎浦渔歌：东莞蚝田
- 珠冈栖霞：栖霞寺，今属沙头村，已塌。
- 莲峰叠翠：莲花山，今大岭山、长安交界处。

## 明代东莞八景
见于康熙、宣统《东莞县志》载《东莞八景》
- 凤台秋霁：莞城文化广场的会场之顶
- 市桥春涨（又称施桥春涨[3]）：东莞市城西正街与市桥路交界处
- 黄岭廉泉：黄旗山公园
- 宝山石瓮：宝山
- 彭峒水帘：水濂山森林公园
- 靖康海市：龙穴岛一带
- 海月风帆：厚街涌口和新塘之间的金牛山蟹壳岩上
- 觉华烟雨：中堂开达玩具厂所在地

## 2004年版东莞八景
东莞新八景经推荐、投票和评选产生，历经半年。
- 松湖烟雨：松山湖科技产业园
- 大道朝晖：东莞大道
- 广场挹萃：东莞市中心广场
- 古塞飞虹：虎门大桥
- 虎英叠翠：虎英郊野公园及御景湾周边景观
- 板岭凝芳：绿色世界、水濂山森林公园及周边景观
- 莲峰赏鹭：长安莲花山风景区
- 金沙漾月：石龙金沙湾